# Nanoanticuerpo

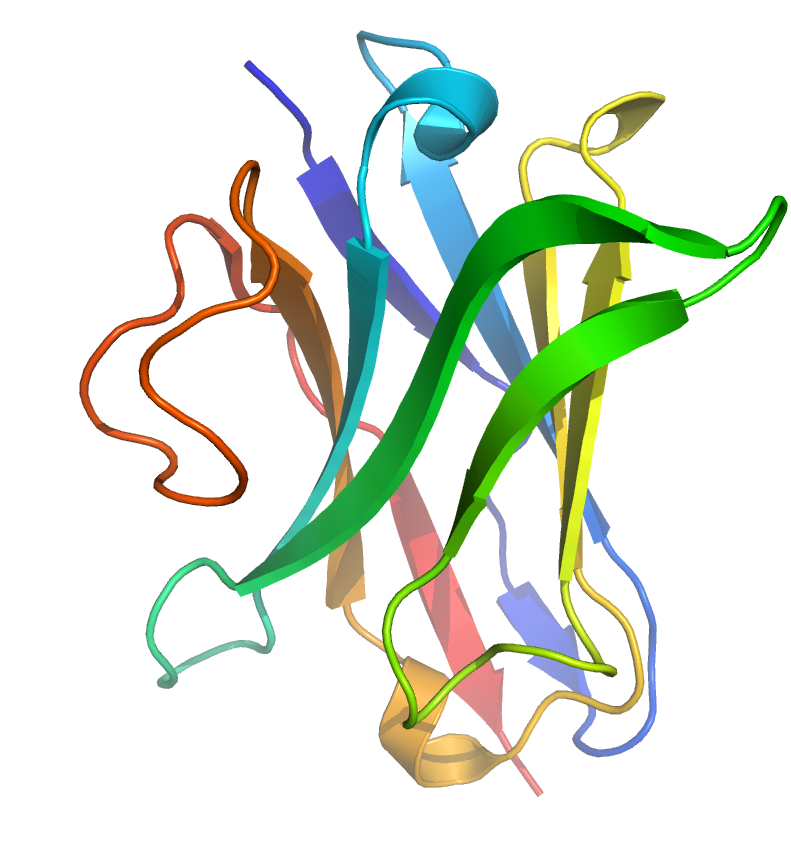
Diagrama de cintas del dominio VHH de una llama.
En naranja el bucle CDR3.

Los nanoanticuerpos, también llamados nanobodies, anticuerpos de dominio simple o anticuerpos VHH, son un tipo de anticuerpos derivados de camélidos, siendo mucho más pequeños que los habituales, que son gigantes para los estándares moleculares, ya que cada uno de ellos es un conglomerado de dos cadenas pesadas y dos ligeras, plegados de manera intrincada y ligados a azúcares complejos, mientras que los nanoanticuerpos son proteínas relativamente sencillas con un tamaño aproximado de un décimo del tamaño del correspondiente en los humanos y de apenas unos nanómetros de longitud. Tras el descubrimiento de que los camélidos (camellos, llamas y vicuñas) poseen anticuerpos enteramente funcionales que carecen de cadenas ligeras, se desarrolló la tecnología de los nanoanticuerpos para explotar estas estructuras. Se ha investigado las posibles aplicaciones farmacéuticas, y en especial su uso potencial en el tratamiento del Cáncer y la enfermedad de Alzheimer.

## Descubrimiento
En 1989 un grupo de biólogos dirigidos por Raymond Hamers de la Universidad Libre de Bruselas investigó una extraña observación cuando, como parte de su proyecto de fin de carrera, investigaba la inmunodefensa de los dromedarios y los búfalos de agua contra los parásitos. Una de las pruebas de anticuerpos en la sangre de dromedario parecía mostrar un error: además de los anticuerpos normales de cuatro cadenas, se evidenciaba la presendcia de anticuerpos más sencillos compuestos solamente por un par de cadenas pesadas.
Tras varios años de investigación, Hamers y sus colaboradores publicaron su descubrimiento en Nature. En los dromedarios, y también en otros camélidos, alrededor de la mitad de los anticuerpos circulantes en la sangre carecen de cadena ligera. Para abundar en la sorpresa, averiguaron que esos anticuerpos "incompletos" son capaces de unirse con sus antígenos con igual afinidad que los normales, a pesar de ser de un tamaño 10 veces menor.
Estas proteínas también son más versátiles químicamente hablando, capaces de unirse a sus objetivos, incluyendo los lugares activos de las enzimas y las hendiduras de las membranas celulares, que son demasiado pequeñas como para admitir un anticuerpo.

## Ventajas sobre otras terapias con anticuerpos
Dada la diferencia de tamaño, y que no son hidrófobos (al igual que los anticuerpos humanos normales), son más resistentes al calor y al pH, y pueden conservar su actividad a medida que pasan por el tubo digestivo, pudiéndose fabricar píldoras para uso oral en el tratamiento de la inflamación instestinal, cáncer colorrectal y otras afecciones del aparato digestivo. Los VHH son hidrofílicos debido a que poseen un CD3 que forma un bucle prolongado que cubre el sitio hidrofóbico de unión a VL, presente únicamente en los VH convencionales.
Los anticuerpos monoclonales (MAbs) tradicionales de uso terapéutico se deben almacenar a temperaturas próximas a la congelación para evitar su destrucción, y no son aptos para su administración oral ya que sufren una rápida digestión en el estómago, y no son habitualmente útiles en el tratamiento de enfermedades del sistema nervioso porque no pasan fácilmente la barrera hematoencefálica. Además, no permiten el tratamiento de grandes tumores porque se mantienen en la periferia de tumores sólidos, y por ello muchas enfermedades están fuera del alcance de los anticuerpos monoclonales, que deben ser recibidos por los pacientes mediante inyección en ambientes intrahospitalarios. Por ello se ha propuesto que los nanoanticuerpos podrían tener más utilidad que estos últimos, además de ser más fáciles de fabricar, de manejar y administrar, y más asequibles.

## Estructura
Los nanocuerpos también son llamados anticuerpos de dominio simple o anticuerpos VHH debido a que consisten únicamente en un dominio variable (VHH) de la cadena pesada de un anticuerpo.
Los nanocuerpos son péptidos de aproximadamente 110 aminoácidos de longitud. Los dominios VHH poseen cuatro regiones marco (FR) y tres regiones hipervariables (HV) o  regiones determinantes de la complementariedad CDR. Los CDRs o HV poseen una alta proporción de variabilidad de aminoácidos en una posición, y son las regiones que intervienen en la unión al antígeno, ya que entran en contacto con la superficie de éste. Las regiones marco (FR) tienen secuencias de aminoácidos más estables que los HV y forman la estructura del núcleo del dominio variable del anticuerpo, ya que poseen una estructura de lámina beta que se emplea como andamio, manteniendo las regiones de HV en posición de contacto con el antígeno. Los anticuerpos de un solo dominio presentes en el tiburón, poseen un CRD2 vestigial que no contribuye a la unión al antígeno.

El VHH presenta sustituciones de cuatro aminoácidos en la región de FR2, en las posiciones 37, 44, 45, y 47. La FR2 del VH convencional no presenta estas sustituciones y está involucrado con la formación de la interfaz hidrofóbica con el dominio VL. El VH convencional posee un residuo hidrofóbico altamente conservado de triptófano en la posición 103 que interactúa con el VL, sin embargo, el VHH presenta usualmente un residuo hidrofílico de arginina, que es determinante en su naturaleza de un  solo dominio. Estas diferencias sugieren una recombinación entre los genes altamente conservados de la cadena VH con los segmentos de los genes de  la cadena pesada en la maduración de la célula B. El dominio VH convencional posee un parche ligeramente hidrófobo formado por aminoácidos que interactúan con CH1, sin embargo, al no estar en contacto el VHH con una región CH1, algunos aminoácidos del parche son sustituidos por residuos hidrofílicos.

A diferencia del VH convencional, el extremo N-terminal del CDR1 del VHH es más variable. El CDR3 de los VHH es más variable y más largo que los de VH convencional, y a menudo se estabiliza mediante un enlace disulfuro con una cisteína adicional en CDR1 o FR2, generando un bucle del CDR3 plegado a través de la antigua interfaz de FR2. La mayoría de VHHs tienen bucles CDR3 similares en longitud a los VH convencionales.

## Aplicaciones
Las principales aplicaciones en las que se estudia a los nanocuerpos, es el tratamiento de enfermedades en humanos por medio de la interacción con enzimas tóxicas específicas o el bloqueo de interacciones moleculares. En el campo de la oncología se emplean VHH en la interrupción de interacciones moleculares o la lisis de células oncogénicas. Para destruir células cancerígenas, el VHH se une al antígeno carcinoembrionario que sirve de marcador para la β-lactamasa, convirtiendo a un profármaco no tóxico en un fármaco tóxico para la célula cancerosa.
El tratamiento contra el cáncer por medio del bloqueo de interacciones moleculares se aplica por medio de la unión con el receptor del factor de crecimiento epidérmico (EGFR), para bloquear el factor de crecimiento epidérmico (EGF), pudiendo así disminuir el crecimiento de tumores sólidos. Los VHH-divalentes, son asociaciones de dos moléculas de VHH que en este tipo de terapias, ha revelado ser diez veces más potente que VHHs sencillos, y en casos de artritis reumatoide hasta quinientas veces más potente.

La aplicación biotecnológica de nanocuerpos es potencialmente viable, un ejemplo es el marcaje de antígenos en células vivas, por medio de la aplicación de nanocuerpos fluorescentes específicos hacia proteínas endógenas. Sin embargo, sus modificaciones postraduccionales y componentes no proteicos, no podrán ser visualizados mediante este método. Actualmente, se han desarrollado nanocuerpos fusionados con proteínas fluorescentes para formar complejos llamados cromocuerpos que reconozcan componentes de compartimentos subcelulares, para permitir la visualización de mitosis y la fase-S del ciclo celular.